# Afrodite accovacciata

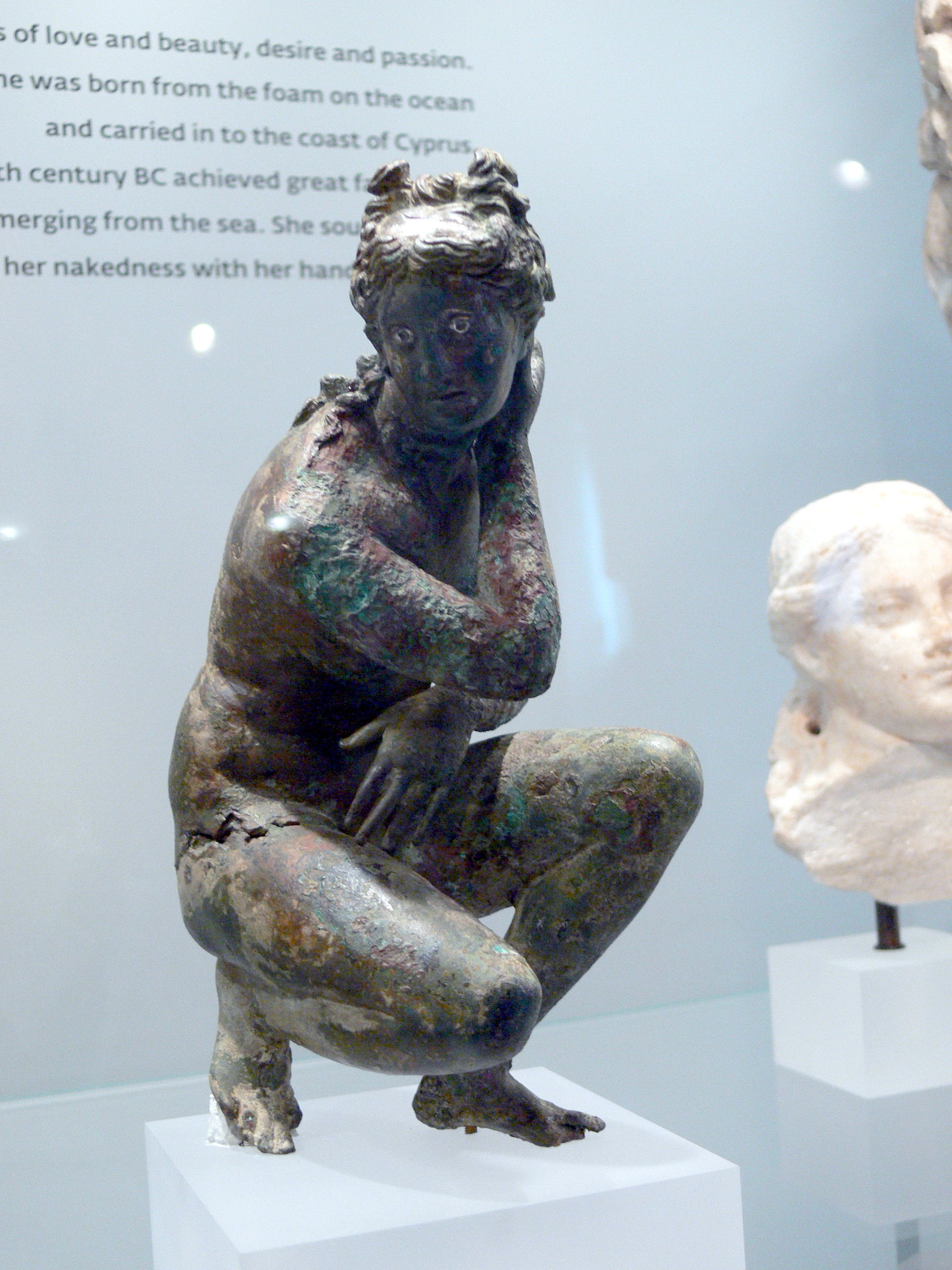
Una piccola versione antica in bronzo, Ny Carlsberg Glyptotek

L'Afrodite accovacciata era una scultura bronzea di Doidalsa, databile al 250 a.C. circa e oggi nota solo da copie di epoca romana, tra cui la migliore è considerata quella marmorea senza braccia. (h. 106 cm) nel Museo nazionale romano di Palazzo Massimo a Roma. Un'altra, acefala e senza braccia (h. 96 cm), proveniente da Sainte Colombe, presso Vienne, in Francia, è esposta nel Museo del Louvre a Parigi. Un'altra versione completa, ma di qualità inferiore, è al British Museum (versione Lely) e proviene dalle collezioni Gonzaga. Un'altra con testa di restauro, è agli Uffizi: databile al I secolo, proviene da Villa Medici.

## Descrizione e stile
Plinio riferì della presenza della statua originale di Doidalsa nel portico di Ottavia a Roma. 
Doidalsa rappresentò Afrodite in una posa originalissima, ovvero accovacciata mentre sta per ricevere l'acqua del bagno sacro, sviluppando l'idea dell'Afrodite cnidia di Prassitele. Un'altra interpretazione è che raffiguri la dea in una posa "pudica", mentre si accorge di uno spettatore voltando la testa e cerca di coprire con le mani il petto e il pube.
Opera nota in innumerevoli copie, in alcune di esse la dea è corredata da un piccolo Eros che versa l'acqua. Esistono numerose varianti del soggetto, riguardanti soprattutto la posizione delle braccia, ora piegate, ora distese, ora sollevate, ora strizzanti i capelli come nella celebre Venere anadiomene di Apelle. La versione più diffusa è comunque quella con la dea con le braccia dolcemente piegate attorno al corpo, una a coprire il seno e sfiorare la spalla, una a parare il ventre: una posa che anticipa le Veneri pudiche.
La diversa inclinazione delle gambe, la schiena piegata, la testa ruotata con grazia verso sinistra, mostrano la dea in un atteggiamento umanizzato, lontano dalle atmosfere di idealizzazione ultraterrena delle opere precedenti, in modo da rispondere maggiormente al clima culturale e le aspettative del pubblico nell'epoca dell'Ellenismo.

## Copie moderne
Nel parco della Reggia di Caserta nel '700 fu collocata un copia della Venere accovacciata, scolpita da Tommaso Solari nel 1762 per decorare il cd. "lago di Venere".

## Galleria d'immagini

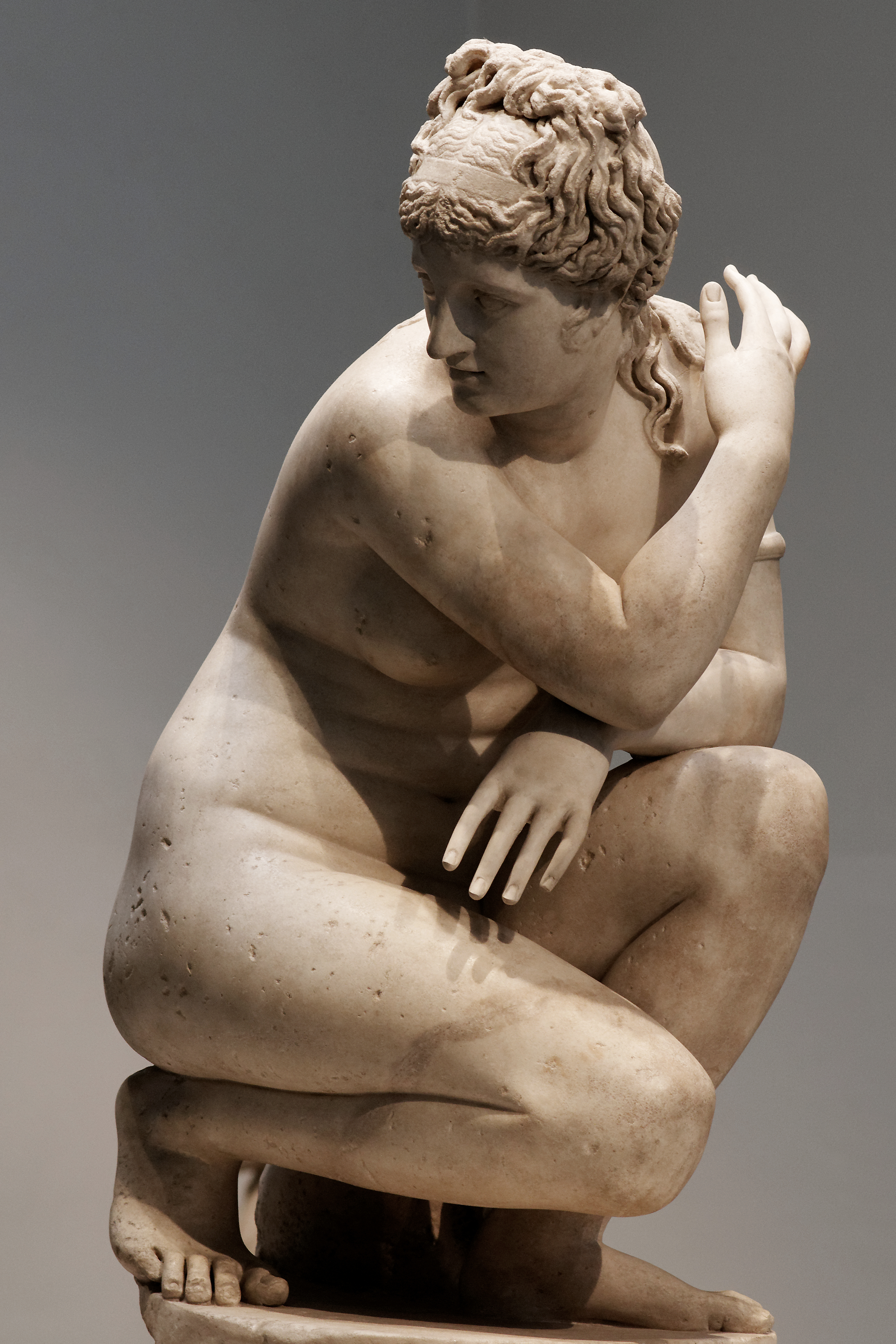
La versione Lely, British Museum
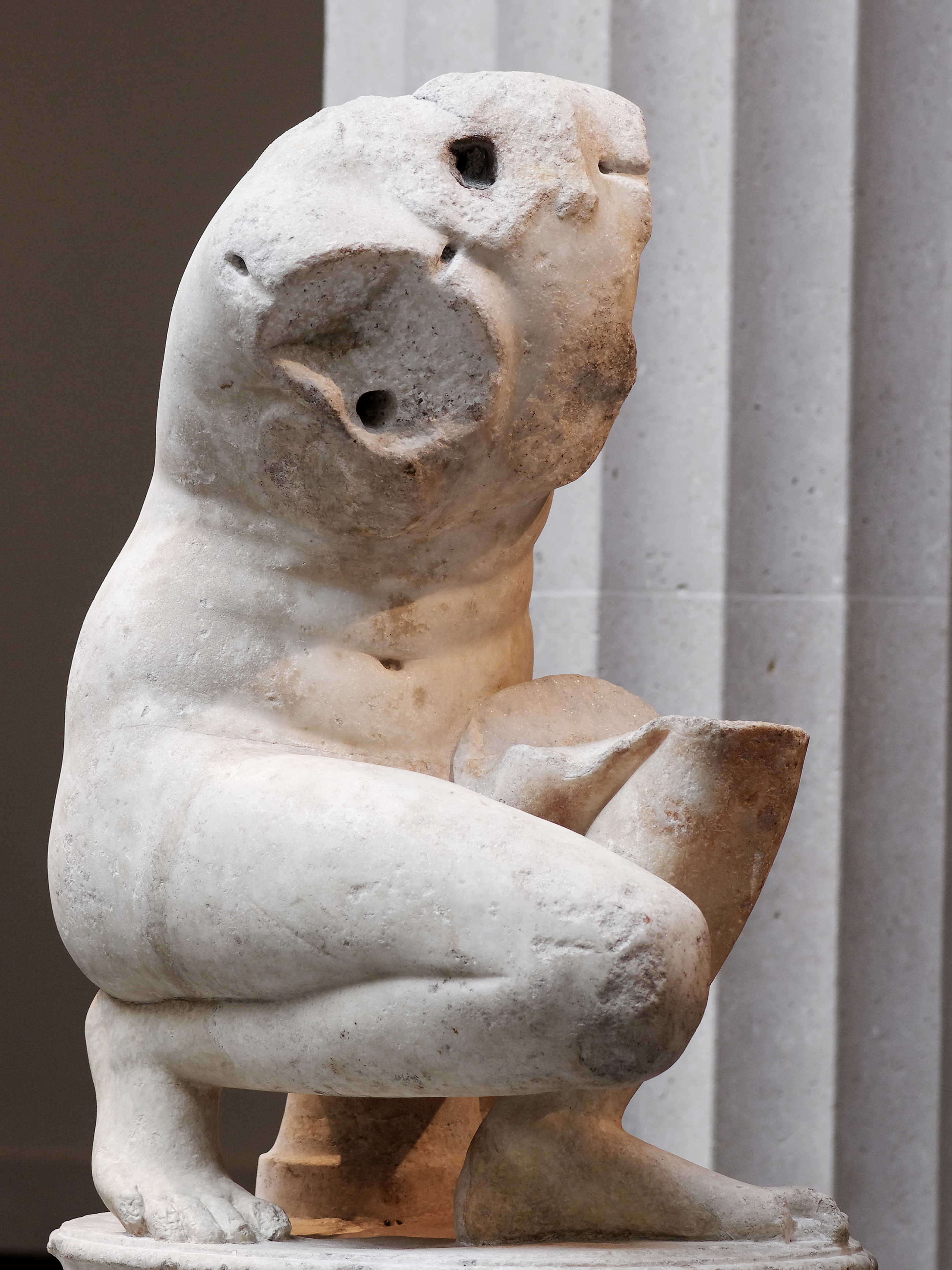
Versione del Metropolitan Museum
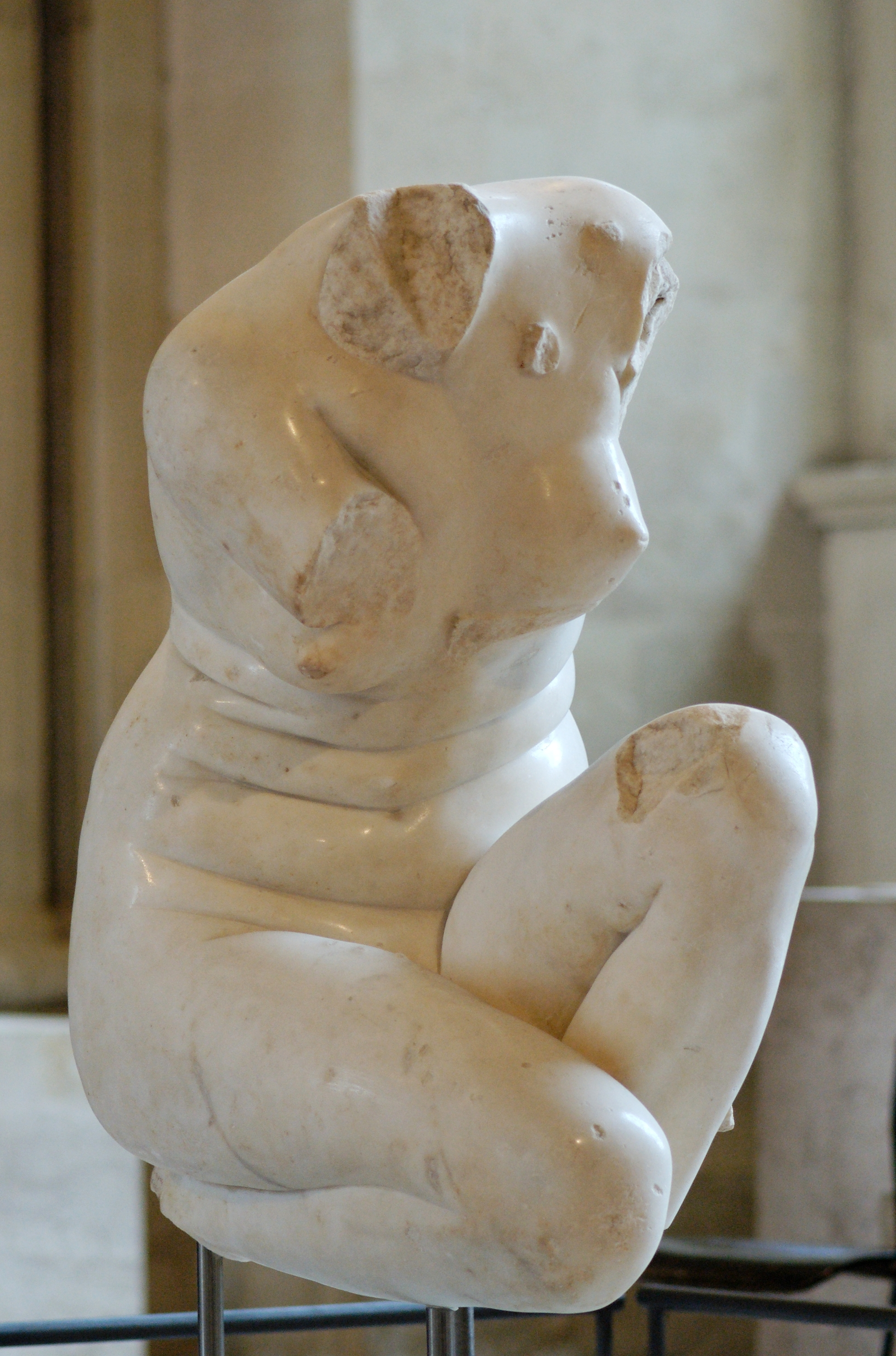
La versione di Sainte-Colombe al Louvre
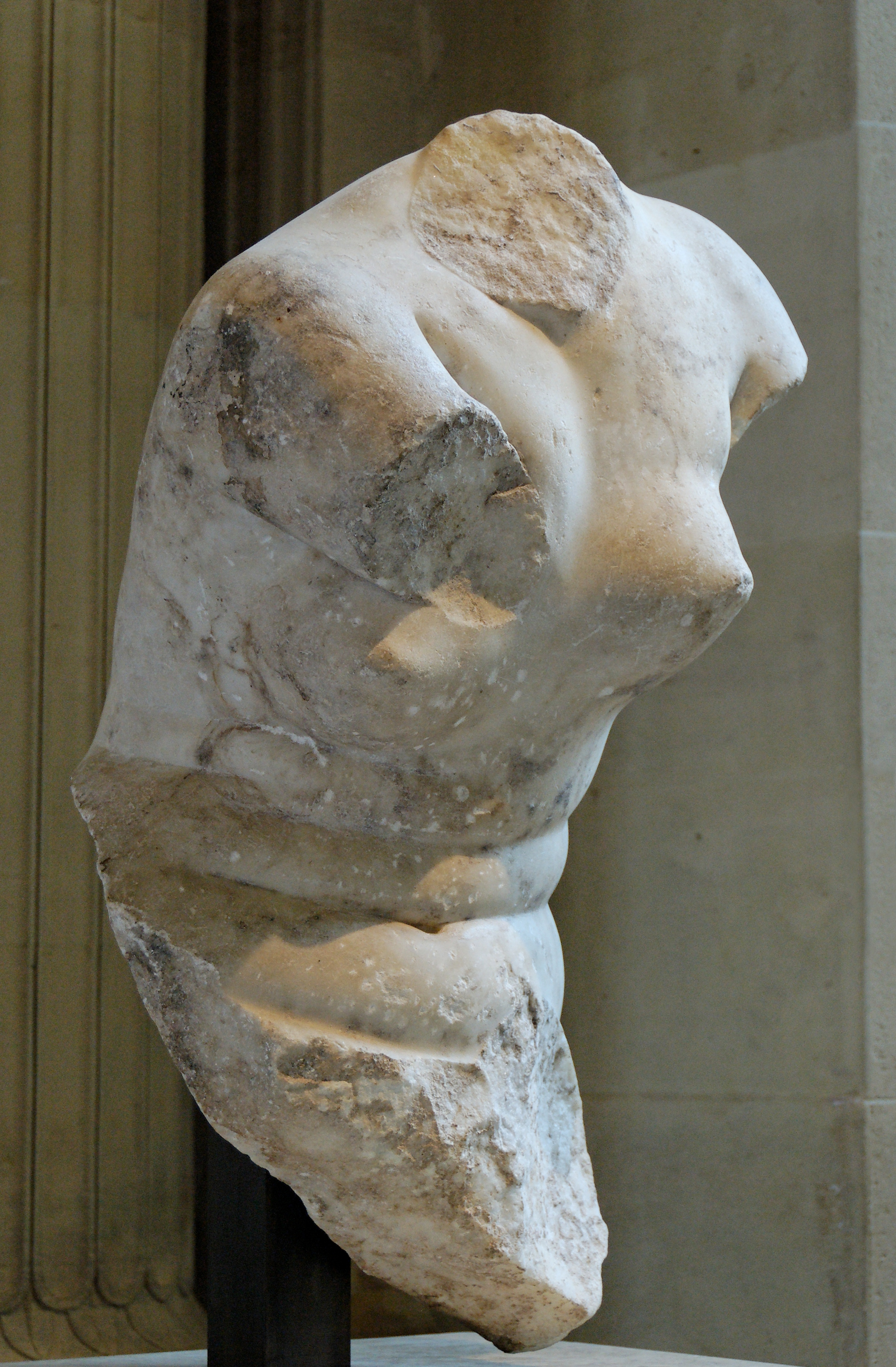
Un'altra versione del Louvre
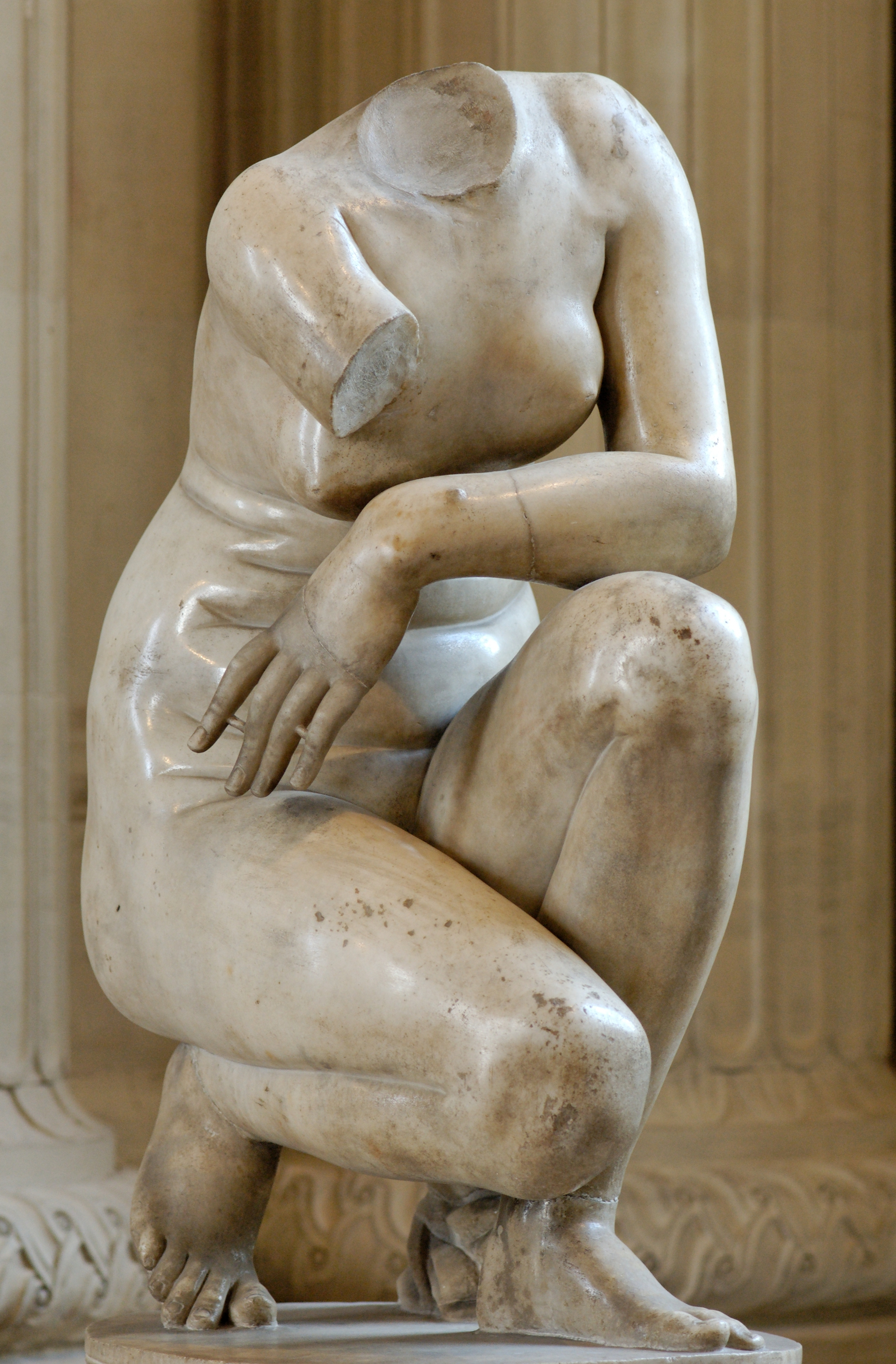
Un'altra versione del Louvre
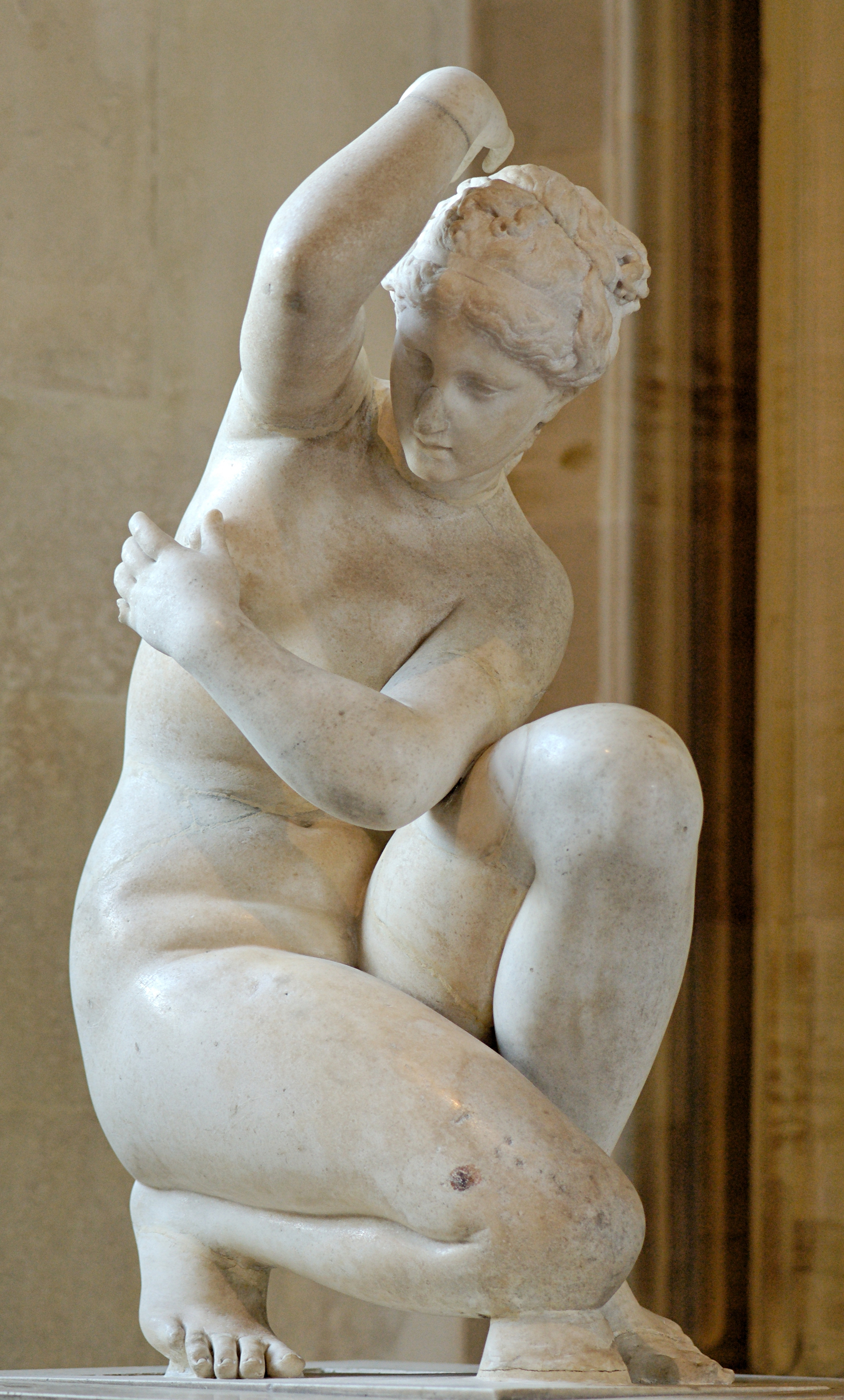
Un'altra versione del Louvre
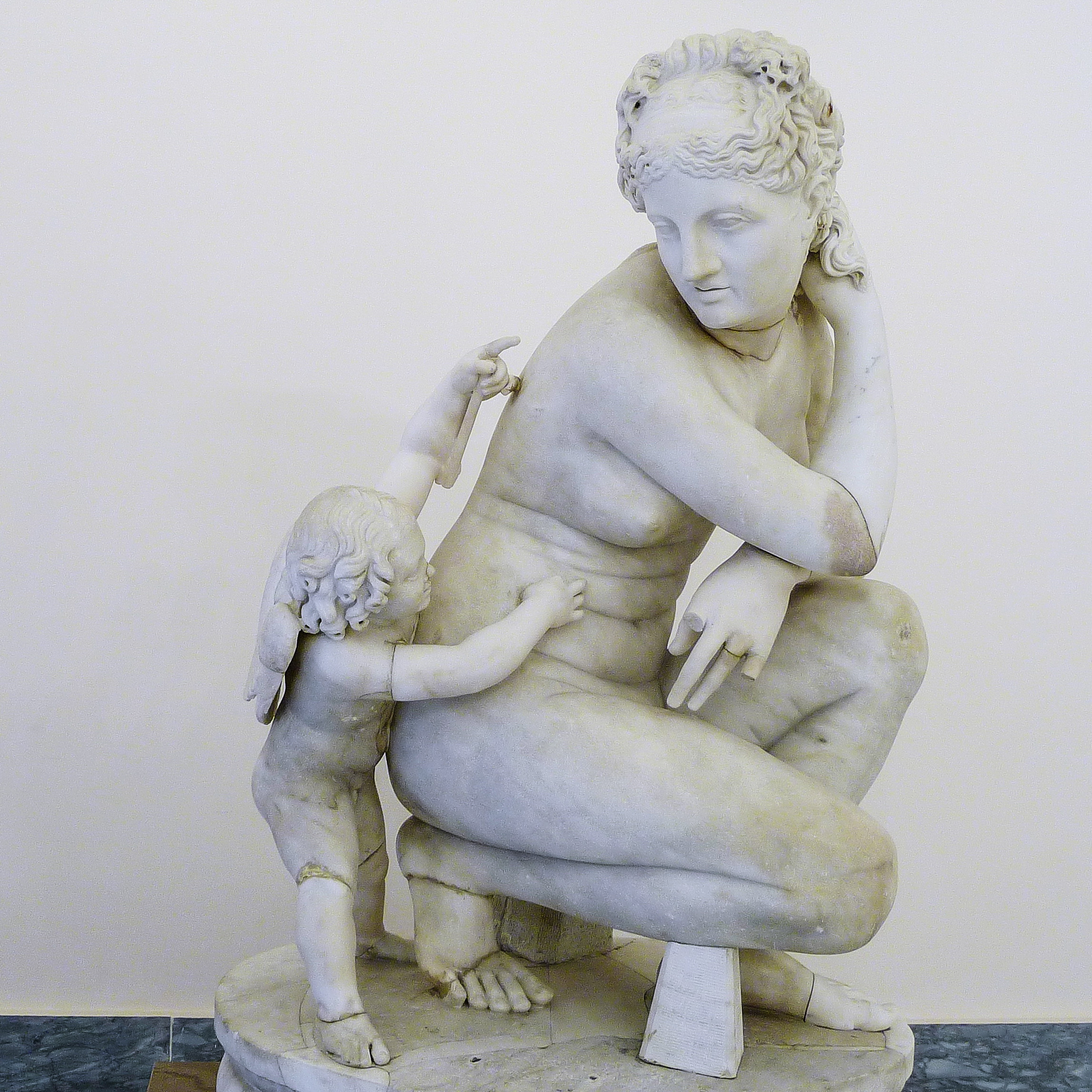
La versione Farnese del Museo archeologico nazionale di Napoli
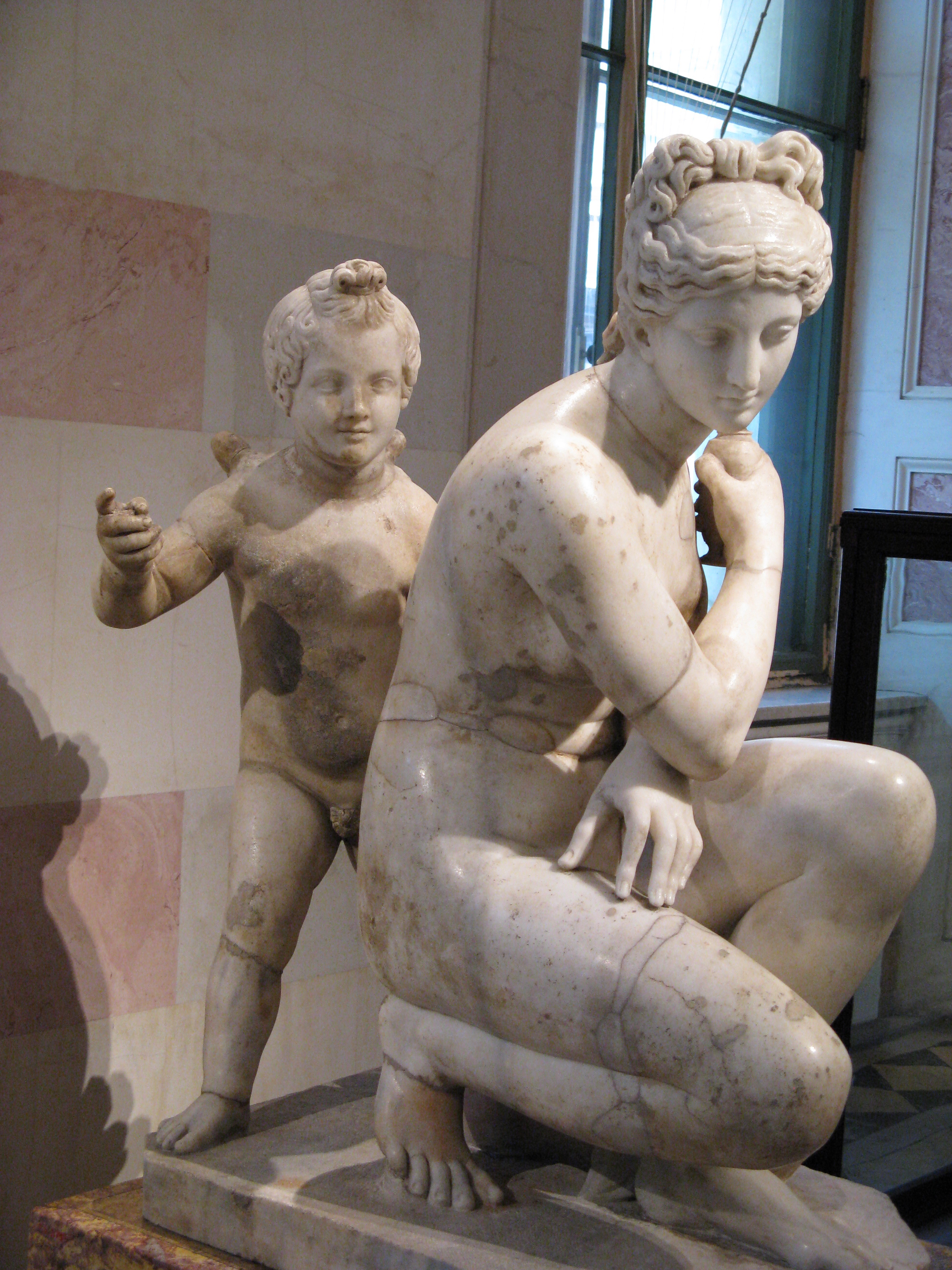
Una versione con Eros (con reintegri moderni), all'Ermitage
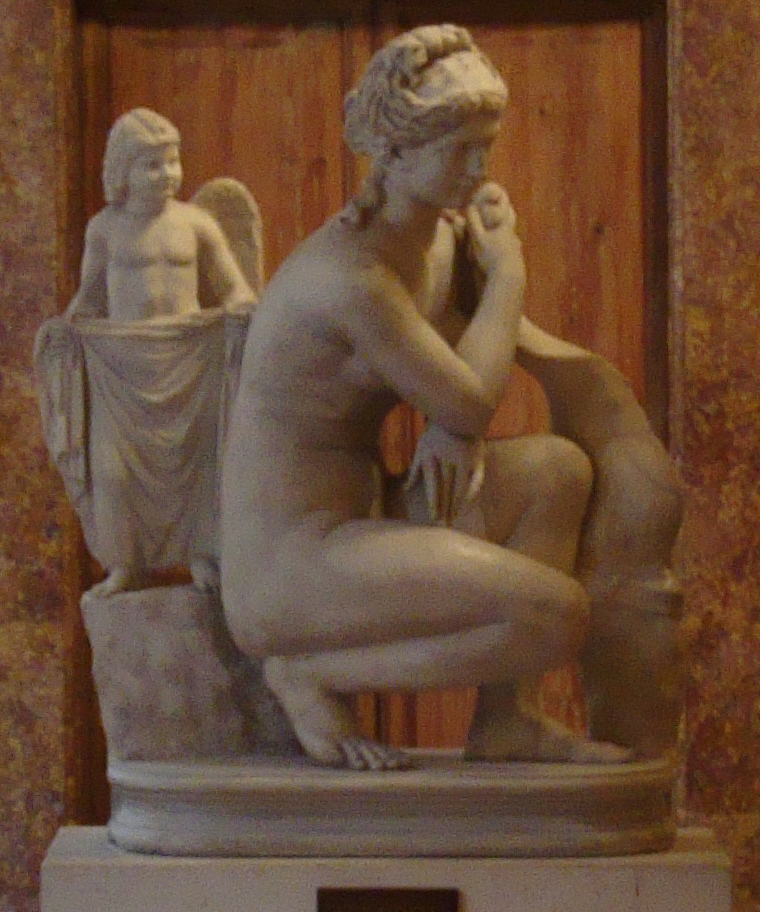
Una versione con Eros (con reintegri moderni), a Palazzo Altemps
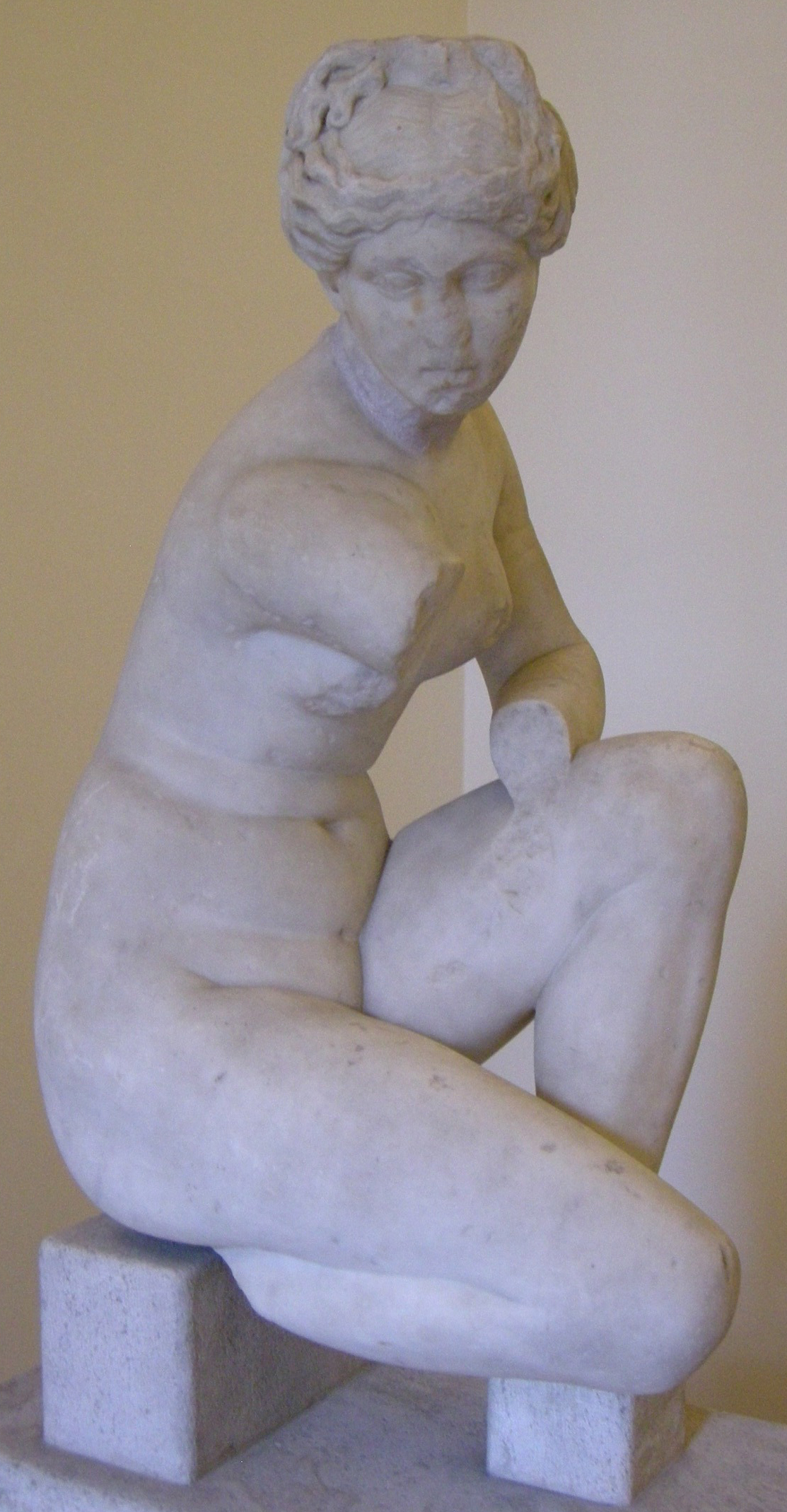
Un'altra versione a Palazzo Altemps
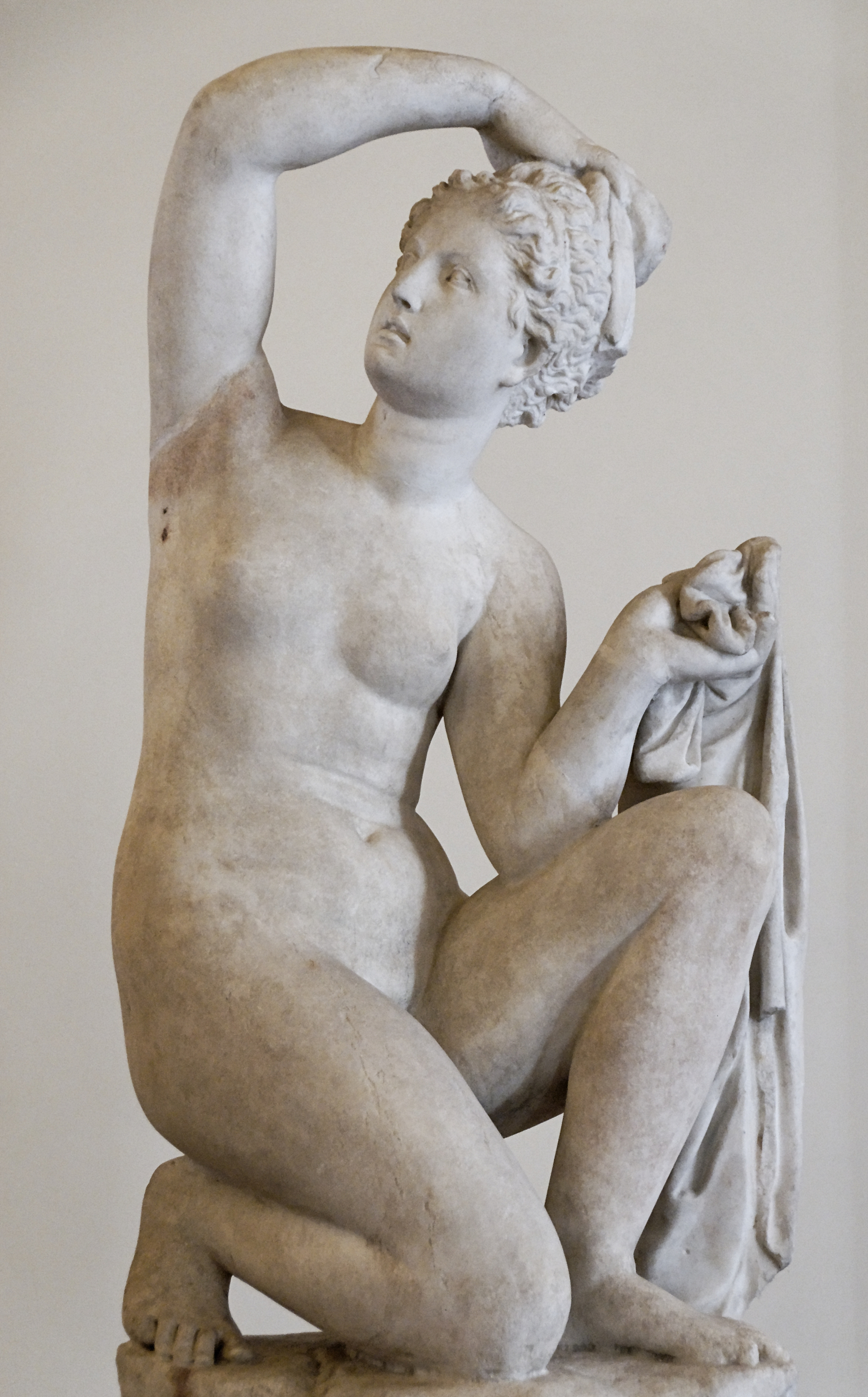
Un'altra versione a Palazzo Altemps
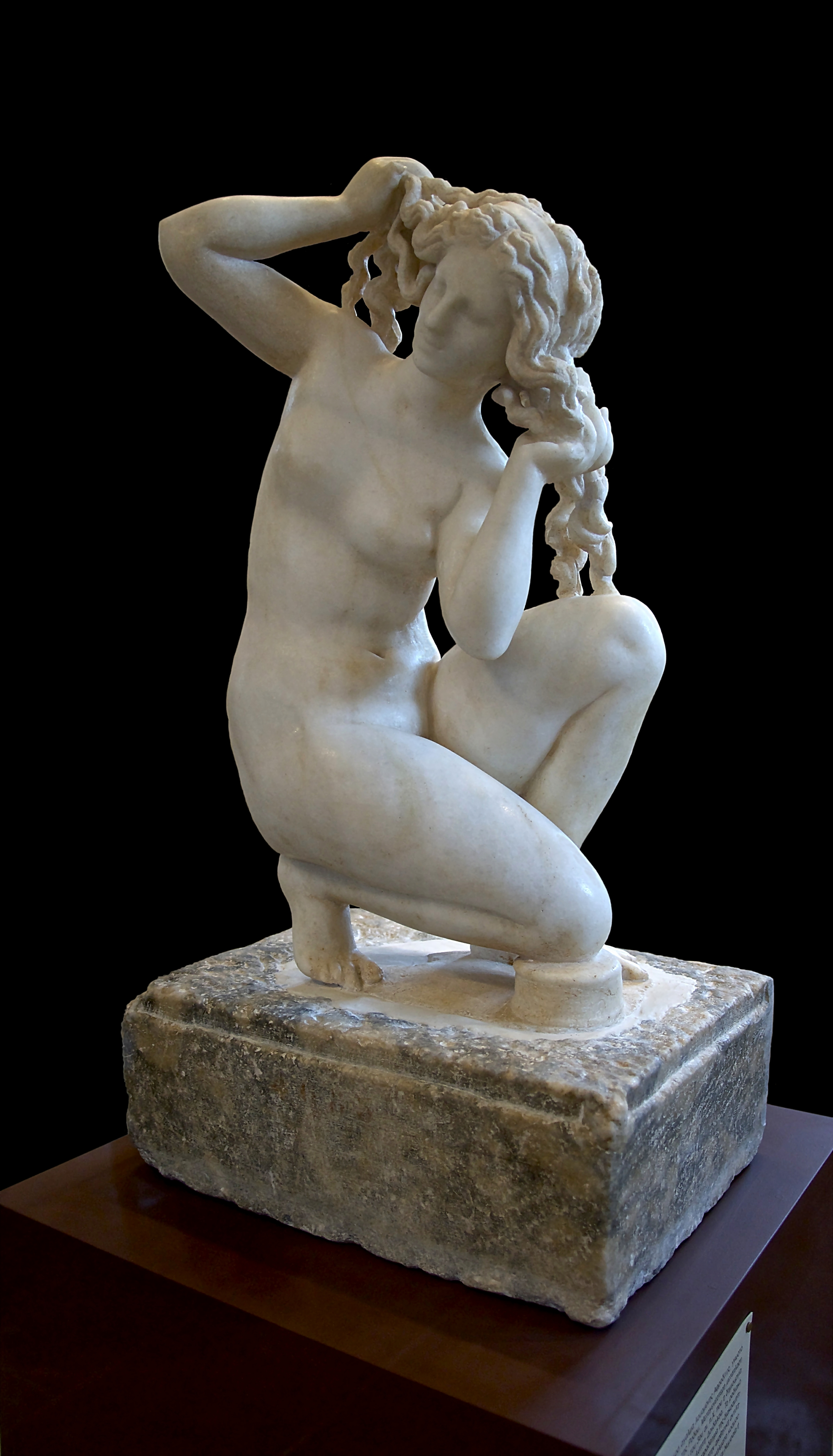
Versione del Museo di Rodi